# دنی کاشمن
دنی کاشمن (انگلیسی: Danny Cashman؛ زادهٔ ۸ ژانویهٔ ۲۰۰۱) بازیکن فوتبال است.